# Crambus ellipticellus
Crambus ellipticellus là một loài bướm đêm trong họ Crambidae.